# 3,4-bis(trifluormethyl)-1,2-dithiet
3,4-Bis(trifluormethyl)-1,2-dithiet je organická sloučenina, patřící mezi stálé 1,2-dithiety, se vzorcem (CF3)2C2S2, za pokojové teploty žlutá kapalina. Připravuje se reakcí hexafluorbut-2-ynu s kapalnou sírou.

## Struktura
Protože má tato sloučenina rovinnou molekulu se šesti pí elektrony, tak je považována za aromatickou. Aromaticita byla potvrzena zkoumáním elektronové difrakce, kde se objevily zvýšené délky vazeb C=C (140 pm) a kratší vazby C-S (173 pm).

## Reakce
3,4-Bis(trifluormethyl)-1,2-dithiet vytváří za pokojové teploty dimer, který ale za vyšších teplot lze rozložit zpět na monomerní sloučeninu. Používá se na přípravu dithiolenových komplexů s využitím oxidačních adicí:
Ni(CO)4 + 2 (CF3)2C2S2 → Ni(S2C2(CF3)2)2 + 4 CO
Mo(CO)6 + 3 (CF3)2C2S2 → Mo(S2C2(CF3)2)3 + 6 CO